# مينوموني فولز (ويسكونسن)
مينوموني فولز قرية في مقاطعة وكيشا، ويسكونسن، بالولايات المتحدة الأمريكية، وتشكل جزءًا من منطقة ميلواكي الكبرى. عدد السكان 35,626 في تعداد عام 2010، مما يجعلها قرية الأكثر اكتظاظا بالسكان في ولاية ويسكونسن، ورابع أكبر تجمع سكني في مقاطعة وكيشا.

## التركيبة السكانية
حدّد مكتب تعداد الولايات المتحدة بيانات التركيبة السكانية لمينوموني فولز في تعداد الولايات المتحدة. في ما يلي، التركيبة السكانية حسب تعدادي 2000 و2010.

### تعداد عام 2000
بلغ عدد سكان مينوموني فولز 32,647 نسمة بحسب تعداد عام 2000، وبلغ عدد الأسر 12,844 أسرة وعدد العائلات 9,298 عائلة مقيمة في القرية. في حين سجلت الكثافة السكانية 378.5 نسمة لكل كيلومتر مربع (980.3/ميل2). وبلغ عدد الوحدات السكنية 13,140 وحدة بمتوسط كثافة قدره 152.3 لكل كيلومتر مربع (394.5/ميل2).
وتوزع التركيب العرقي للقرية بنسبة 96.50% من البيض و1.47% من الأمريكيين الأفارقة و0.16% من الأمريكيين الأصليين و0.88% من الأمريكيين ذوي الأصول الآسيوية و0.02% من سكان جزر المحيط الهادئ و0.24% من الأعراق الأخرى و0.73% من عرقين مختلطين أو أكثر و1.15% من الهسبانيون أو اللاتينيون من أي عرق.
بلغ عدد الأسر 12,844 أسرة كانت نسبة 33.5% منها لديها أطفال تحت سن الثامنة عشر تعيش معهم، وبلغت نسبة الأزواج القاطنين مع بعضهم البعض 63.6% من أصل المجموع الكلي للأسر، ونسبة 6.5% من الأسر كان لديها معيلات من الإناث دون وجود شريك، بينما كانت نسبة 2.4% من الأسر لديها معيلون من الذكور دون وجود شريكة وكانت نسبة 27.6% من غير العائلات. تألفت نسبة 23.7% من أصل جميع الأسر من عدة أفراد يعيشون في نفس المنزل ونسبة 11.2% كانت تتألف من شخص يعيش بمفرده يبلغ من العمر 65 عاماً أو أكثر. وبلغ متوسط حجم الأسرة المعيشية 2.52، أما متوسط حجم العائلات فبلغ 3.01.
بلغ العمر الوسطي للسكان 39.2 عاماً. وكانت نسبة 25% من القاطنين تحت سن الثامنة عشر، وكانت نسبة 5.4% بين الثامنة عشر والرابعة والعشرين عاماً، ونسبة 30.4% كانت واقعةً في الفئة العمرية ما بين الخامسة والعشرين والرابعة والأربعين عاماً، ونسبة 23.4% كانت ما بين الخامسة والأربعين والرابعة والستين، ونسبة 15.1% كانت ضمن فئة الخامسة والستين عاماً فما فوق. يوجد لكل 100 أنثى 94.2 ذكر، ويوجد لكل 100 أنثى في الثامنة عشر من عمرها فما فوق 91.5 ذكر.
بلغ متوسط دخل الأسرة في القرية 57,952 دولارًا، أما متوسط دخل العائلة فبلغ 68,952 دولارًا. وكان متوسط دخل الذكور 46,861 دولارًا مقابل 31,783 دولارًا للإناث. وسجل دخل الفرد الخاص بالقرية 27,454 دولارًا. وكانت نسبة 1.1% من العائلات ونسبة 2.2% من السكان تحت خط الفقر، وكان من هؤلاء نسبة 2.6% تحت سن الثامنة عشر ونسبة 2.5% في الخامسة والستين من العمر وما فوق.

### تعداد عام 2010
بلغ عدد سكان مينوموني فولز 35,626 نسمة بحسب تعداد عام 2010، وبلغ عدد الأسر 14,567 أسرة وعدد العائلات 10,028 عائلة مقيمة في القرية. في حين سجلت الكثافة السكانية 413.1 نسمة لكل كيلومتر مربع (1,069.9/ميل2). وبلغ عدد الوحدات السكنية 15,142 وحدة بمتوسط كثافة قدره 175.6 لكل كيلومتر مربع (454.8/ميل2).
وتوزع التركيب العرقي للقرية بنسبة 91.58% من البيض و2.98% من الأمريكيين الأفارقة و0.21% من الأمريكيين الأصليين و3.51% من الأمريكيين ذوي الأصول الآسيوية و0.01% من سكان جزر المحيط الهادئ و0.37% من الأعراق الأخرى و1.34% من عرقين مختلطين أو أكثر و1.96% من الهسبانيون أو اللاتينيون من أي عرق.
بلغ عدد الأسر 14,567 أسرة كانت نسبة 30.5% منها لديها أطفال تحت سن الثامنة عشر تعيش معهم، وبلغت نسبة الأزواج القاطنين مع بعضهم البعض 59.1% من أصل المجموع الكلي للأسر، ونسبة 6.9% من الأسر كان لديها معيلات من الإناث دون وجود شريك، بينما كانت نسبة 2.9% من الأسر لديها معيلون من الذكور دون وجود شريكة وكانت نسبة 31.2% من غير العائلات. تألفت نسبة 26.8% من أصل جميع الأسر من عدة أفراد يعيشون في نفس المنزل ونسبة 13.9% كانت تتألف من شخص يعيش بمفرده يبلغ من العمر 65 عاماً أو أكثر. وبلغ متوسط حجم الأسرة المعيشية 2.43، أما متوسط حجم العائلات فبلغ 2.97.
بلغ العمر الوسطي للسكان 43.3 عاماً. وكانت نسبة 23% من القاطنين تحت سن الثامنة عشر، وكانت نسبة 6% بين الثامنة عشر والرابعة والعشرين عاماً، ونسبة 23.5% كانت واقعةً في الفئة العمرية ما بين الخامسة والعشرين والرابعة والأربعين عاماً، ونسبة 29.6% كانت ما بين الخامسة والأربعين والرابعة والستين، ونسبة 17.8% كانت ضمن فئة الخامسة والستين عاماً فما فوق. وتوزع التركيب الجنسي للسكان بنسبة 48.2% ذكور و51.8% إناث.

## أعلام
- درو أولسون
- فيك بيرين
- بريت هارتمان
- جيسيكا سزوهر
- مارك ويلسون